# Lobidiopteryx elgonica
Lobidiopteryx elgonica är en fjärilsart som beskrevs av Claude Herbulot 1953. Lobidiopteryx elgonica ingår i släktet Lobidiopteryx och familjen mätare. Inga underarter finns listade i Catalogue of Life.